# Joan Francesc López Casasnovas
Joan Francesc López Casasnovas (Ciutadella, Menorca, 13 d'agost de 1952 - Maó, 19 de juliol de 2022) va ser un filòleg, poeta (amb el pseudònim de Pere Xerxa) i polític menorquí. Era germà de l'economista Guillem López Casasnovas.

## Biografia
Es llicencià en filologia romànica i posteriorment s'especialitzà en filologia catalana. Desenvolupà la carrera docent com a professor de secundària a l'Institut Josep Maria Quadrado de Ciutadella fins que es va jubilar el 2013. Milità al PCIB-PCE (1978-1981) i fou conseller de Normalització Lingüística (1979-1983) i conseller de Cultura i Educació (1983-1992) al Consell Insular de Menorca, com també diputat al Parlament de les Illes Balears (1983-1992), primer per l'Agrupació d'Esquerra-PSM (1983-87) i, després, per l'Entesa de l'Esquerra de Menorca (coalició entre Esquerra de Menorca-Esquerra Unida, EU-EM i el Partit Socialista de Menorca, PSM)1987-92).
Entre 1987 i 1991 va ésser el portaveu del Grup Parlamentari PSM-EEM. De 2006 fins que es va morir fou membre corresponent de la Secció Filològica de l'IEC. Va impulsar els quaderns Xibau de poesia. Va estudiar el cançoner popular menorquí. El 2007 va rebre el Premi d'Actuació Cívica de la Fundació Lluís Carulla. Premi Josep M. Llompart 2019, juntament amb Bernat Joan, de l'OCB, destinat a premiar una persona que s'hagi distingit a les Illes Balears per la seva dedicació a la normalització de la llengua, la cultura o la identitat nacional. Era membre del Consell Social de la Llengua Catalana.

## Obres
- Tríptic del vell marí (1974)
- Galops i glops (1980)
- Per la pau i la vida (1982)
- Tiranya al vespre (1982)
- De sol a sol (1999)
- INTERVENCIONS (1996-2001) Història-Llengua-Política (2002)
- Caragols dels jorns (2015)